# Фрімен (Міссурі)
Фрімен (англ. Freeman) — місто (англ. city) в США, в окрузі Кесс штату Міссурі. Населення — 475 осіб (2020).

## Географія
Фрімен розташований за координатами 38°37′23″ пн. ш. 94°30′23″ зх. д. / 38.62306° пн. ш. 94.50639° зх. д. (38.622978, -94.506448).  За даними Бюро перепису населення США в 2010 році місто мало площу 2,28 км², з яких 2,22 км² — суходіл та 0,05 км² — водойми.

## Демографія

### Перепис 2010
Згідно з переписом 2010 року, у місті мешкали 482 особи в 178 домогосподарствах у складі 125 родин. Густота населення становила 212 особи/км².  Було 215 помешкань (94/км²).
Расовий склад населення:
| - 97,3 % — білих - 0,4 % — чорних або афроамериканців - 0,2 % — корінних американців |

До двох чи більше рас належало 1,5 %. Частка іспаномовних становила 0,8 % від усіх жителів.
За віковим діапазоном населення розподілялося таким чином: 29,0 % — особи молодші 18 років, 60,0 % — особи у віці 18—64 років, 11,0 % — особи у віці 65 років та старші. Медіана віку мешканця становила 31,4 року. На 100 осіб жіночої статі у місті припадало 105,1 чоловіків;  на 100 жінок у віці від 18 років та старших — 97,7 чоловіків також старших 18 років.
Середній дохід на одне домашнє господарство  становив 58 039 доларів США (медіана — 56 818), а середній дохід на одну сім'ю — 59 604 долари (медіана — 59 107). За межею бідності перебувало 6,1 % осіб, у тому числі 9,4 % дітей у віці до 18 років та 0,0 % осіб у віці 65 років та старших.
Цивільне працевлаштоване населення становило 263 особи. Основні галузі зайнятості: освіта, охорона здоров'я та соціальна допомога — 18,6 %, виробництво — 16,7 %, роздрібна торгівля — 14,4 %, науковці, спеціалісти, менеджери — 13,7 %.

### Перепис 2000
За даними перепису 2000 року
на території муніципалітету мешкало 521 людей, було 172 садиб та 142 сімей.
Густота населення становила 437,3 осіб/км². З 172 садиб у 41,3% проживали діти до 18 років, подружніх пар, що мешкали разом, було 64%,
садиб, у яких господиня не мала чоловіка — 15,7%, садиб без сім'ї — 17,4%.
Власники 7% садиб мали вік, що перевищував 65 років, а в 14,5% садиб принаймні одна людина була старшою за 65 років. Кількість людей у середньому на садибу становила 3,01, а в середньому на родину 3,3.
Середній річний дохід на садибу становив 46 339 доларів США, а на родину — 48 500 доларів США. Чоловіки мали дохід 33 750 доларів, жінки — 23 750 доларів. Дохід на душу населення був 17 450 доларів. Приблизно 5% родин та 9,1% населення жили за межею бідності.